# Netta erythrophthalma
Netta erythrophthalma е вид птица от семейство Патицови (Anatidae).

## Разпространение
Видът е разпространен в Ангола, Аржентина, Боливия, Ботсвана, Бразилия, Бурунди, Венецуела, Еквадор, Еритрея, Етиопия, Замбия, Зимбабве, Колумбия, Демократична република Конго, Кения, Лесото, Малави, Мозамбик, Намибия, Перу, Руанда, Сомалия, Судан, Свазиленд, Танзания, Тринидад и Тобаго, Уганда, Чили и Южна Африка.